# Korozluky
Korozluky – miejscowość i gmina (obec) w Czechach, w kraju usteckim, w powiecie Most. W 2022 roku liczyła 229 mieszkańców.